# Motta (corporazione)
La "Motta" è stata una lega medioevale di uomini in armi, sorta a Milano nell'anno 1035 ad opera dei valvassori.

## Origine
Nacque dopo la rivolta dei vassalli minori (ossia i valvassori) nei contronti dell'arcivescovo meneghino Ariberto da Intimiano (appoggiato dai vassalli maggiori, detti capitanei). Inizialmente sconfitti e scacciati da Milano, i valvassori strinsero alleanza con gli altri nemici di Ariberto, dando vita alla "Motta"; si giunse così alla Battaglia di Campomalo.
Nel secolo successivo la "Motta" ebbe una funzione politica all'interno del comune di Milano, collocandosi in posizione di raccordo tra i capitanei e il popolo.

## Etimologia
Il termine "Motta" ha diverse etimologie possibili. Secondo Giorgio Giulini sarebbe da ricondurre alla toponomastica al sito della Battaglia di Campomalo, detto anche "la Mota" o "la Motta" (località situata tra Milano e Lodi). Un'altra ipotesi è che derivi da ammottinamento, oppure dal termine germanico gemot, che vuol dire "adunanza".